# Classis (Militär)
Classis im Sinne des römischen Militärs ist nicht die Bezeichnung der römischen Version der griechischen Phalanx, sondern allgemein die Bezeichnung für eine militärische Einheit/Abteilung, deren kleinste in der Infanterie seit der Servianischen Heeresreform eine Formation geschlossener Schlachtreihen bildete.
Die entsprechende römische Formation war nach der Panzerung und Bewaffnung der Soldaten gestaffelt, mit den schwer gepanzerten Kämpfern in den ersten Reihen und den leicht gepanzerten in den letzten Reihen. Mit ihren großen Schilden bildeten die Römer oftmals spezielle Formationen wie die „Schildkröte“. Bis zum Untergang des Römischen Reiches kämpften die römischen Legionäre in geschlossenen Schlachtreihen. Im Kampf gegen griechische Phalanx-Formationen waren die römischen Truppen meist überlegen, da ihre Schlachtordnung aufgrund der kleineren Formationen flexibler war.
Die Römer warfen zunächst auf eine bestimmte Stelle der Phalanx ihre Wurfspeere (Pila), und stürmten dann mit gezücktem Kurzschwert (Gladius) in die so erzeugte Lücke.